# 第2號鋼琴奏鳴曲 (拉赫曼尼諾夫)
B♭小調第二號鋼琴奏鳴曲，作品36，是拉赫曼尼諾夫發表於1913年的作品，於1931年修改後再次出版，並註明“由作者修改並精簡的新版本”，乃他技术最艰难的钢琴曲之一。

## 背景
《第三钢琴协奏曲》完成三年以后，拉赫玛尼诺夫和其家人搬到罗马一间柴可夫斯基曾经住过的屋子，并开始创作他的《降B小调第二钢琴奏鸣曲》。由于两个女儿都染上了伤寒，这部作品未能完成于罗马。拉赫玛尼诺夫转而举家搬到柏林，以便就医。两个女儿痊愈以后，拉赫玛尼诺夫在他的伊万诺夫卡庄园里完成了这部作品，并于1913年10月18日在库尔斯克首演。

## 分析
此作品包含三個樂章：
1. Allegro agitato
2. Non allegro
3. Allegro molto

其中第二與第三樂章，中間並不間斷接連演奏。
这部作品在首演时获得好评，但拉赫玛尼诺夫本人并不满意，他认为很多地方是多余的。于是，他在1931年对其进行了修改，包括缩短和删除了一些技术上的难点。1940年時，鋼琴家霍洛維茲在獲得作曲家本人的同意之下，融合了兩個版本，為此奏鳴曲增添第三種版本。包含霍洛維茲本人與某些鋼琴家如露絲·拉瑞朵（Ruth Laredo）、埃萊娜·格里莫，都採用這個版本演奏。
最初原版本的演奏時間約25分鐘，刪減後的第二版約19分鐘，霍洛維茲的修订版約22分鐘。

## 外部連結
- History of the different versions of the piece （页面存档备份，存于）
- 拉赫曼尼諾夫第2號鋼琴奏鳴曲：国际乐谱典藏计划上的乐谱